# Sîngerei (arrondissement)
Sîngerei is een arrondissement van Moldavië. De zetel van het arrondissement is Sîngerei. Het arrondissement ligt in het noorden van Moldavië.
De 26 gemeenten, incl. deelgemeenten (localitățile), van Sîngerei:
- Alexăndreni, incl. Grigorești, Heciul Vechi, Țiplești en Țipletești
- Bălășești, incl. Sloveanca
- Bilicenii Noi, incl. Lipovanca en Mîndreștii Noi
- Bilicenii Vechi, incl. Coada Iazului
- Biruința, met de titel orașul (stad)
- Bursuceni, incl. Slobozia-Măgura
- Chișcăreni, incl. Nicolaevca en Slobozia-Chișcăreni
- Ciuciuieni, incl. Brejeni
- Copăceni, incl. Antonovca, Evghenievca, Gavrilovca, Petrovca en Vladimireuca
- Coșcodeni, incl. Bobletici en Flămînzeni
- Cotiujenii Mici, incl. Alexeuca en Gura-Oituz
- Cubolta, incl. Mărășești
- Dobrogea Veche, incl. Cotovca en Dobrogea Nouă
- Drăgănești, incl. Chirileni en Sacarovca
- Dumbrăvița, incl. Bocancea-Schit en Valea lui Vlad
- Grigorăuca, incl. Cozești en Petropavlovca
- Heciul Nou, incl. Trifănești
- Iezărenii Vechi, incl. Iezărenii Noi
- Izvoare, incl. Valea Norocului
- Pepeni, incl. Pepenii Noi, Răzălăi en Romanovca
- Prepelița, incl. Clișcăuți, Mihailovca en Șestaci
- Rădoaia
- Sîngerei, met de titel orașul (stad), incl. Vrănești
- Sîngereii Noi, incl. Mărinești
- Țambula, incl. Octeabriscoe en Pălăria
- Tăura Veche, incl. Tăura Nouă